# La Chanson de Roland (film)
Pour les articles homonymes, voir Roland (homonymie).
Pour plus de détails, voir Fiche technique et Distribution.
La Chanson de Roland est un film français réalisé par Frank Cassenti, sorti en 1978.

## Synopsis
En France, au Moyen Âge, des pèlerins et des comédiens, en route pour Saint-Jacques-de-Compostelle, content La Chanson de Roland aux villageois lors de leurs différentes étapes.

## Fiche technique
- Titre : La Chanson de Roland
- Réalisation : Frank Cassenti
- Scénario : Frank Cassenti, Michèle-Anne Mercier, Thierry Joly inspiré de la chanson de geste Chanson de Roland
- Assistants-réalisation : Jacques Arhex, Claude Othnin-Girard, Richard Malbequi
- Photographie : Jean-Jacques Flori
- Montage : Annie M. Mercier
- Musique : Antoine Duhamel
- Son : Georges Prat, Paul Bertault
- Décors : Renaud Sanson
- Réglage scènes de combat : Yvan Chiffre
- Costumes : Galiane
- Chef Costumier : Ghyslain Martin
- Réalisation des armures : Nikos Metrolopoulos
- Effets spéciaux : André Trielli
- Producteur délégué : Jean-Serge Breton
- Directeur de production : Jean-Marie Richard
- Sociétés de production : Aviva Film (France), France 3 Cinéma, Z Productions (France), Images du Monde
- Société de distribution : Gaumont Distribution
- Pays de production :  France
- Langue  : français
- Année de tournage : 1977
- Format : couleur par Eastmancolor — son monophonique — 35 mm
- Genre : Film historique, Film d'aventure
- Durée : 110 min
- Date de sortie : 
  - France : 4 octobre 1978

## Distribution
- Klaus Kinski : Roland / Klaus
- Alain Cuny : Turpin / le moine
- Dominique Sanda : Anna
- Pierre Clémenti : Olivier / le clerc
- Jean-Pierre Kalfon : Marsile / Turold / Charlemagne
- Monique Mercure : Marie
- Niels Arestrup : le commerçant / Oton
- László Szabó : le duc Naimes / le chevalier hongrois
- Marilú Marini : la femme du seigneur
- Jean-Claude Brialy : le seigneur
- Serge Merlin : le pair Marsile / Ganelon / Thierry
- Mario Gonzáles : Blancandrin / Jeannot, le voleur
- Yvan Labéjof : Turgis / l'esclave noir
- Isabelle Mercanton : la femme du commerçant
- Dominique Valentin : la fille du seigneur
- Sylvie Meyer : la folle

## Distinctions
- César du cinéma 1979 : Antoine Duhamel nommé pour le César de la meilleure musique écrite pour un film